# Eliott Bibi
Pour les articles homonymes, voir Bibi.
Eliott Bibi, né le 29 octobre 1999, est un escrimeur français pratiquant le sabre.

## Biographie
Aux championnats d'Europe de 2022 à Antalya, Eliott Bibi est médaillé de bronze en sabre individuel.

## Palmarès
- Championnats d'Europe
  -  Médaille de bronze en individuel aux Championnats d'Europe d'escrime 2022 à Antalya

- Championnats de France d'escrime
  -  Médaille d'argent en individuel à Faches-Thumesnil en 2022
  -  Médaille d'argent par équipes à Faches-Thumesnil en 2022